# 26-та ракетна бригада (СРСР)
26-та ракетна бригада (26 РБр, в/ч 49299) — військове формування ракетних військ Радянської армії, що існувало у 1970—1992 роках. Дислокувалася в Кіровограді, УРСР. Бригада була однією з восьми подібних, що мали на озброєнні комплекс 9К72 «Ельбрус».

## Історія
1970 року створена 26-та ракетна бригада із дислокацією у Кіровограді в Україні. Вона була розформована у травні 1991 року. Її координатами були: 48 33 27N, 32 14 55E.

## Озброєння
- (1970—1991) ОТРК 9К72 «Ельбрус», 18 пускових установок станом на 1990 р.[3]